# محمد نخجوان
سپهبد محمد خان امیر موثق (۱۲۶۸ - ۱۳۵۴) که نام خانوادگی نخجوان برگزید، از فرماندهان بلندپایه ارتش ایران در دوران پهلوی، رئیس ستاد ارتش، سرپرست وزارت جنگ و مورخ نظامی بود 
نخجوان از خانواده‌ای ایرانی مهاجر در قفقاز بود که بعد از عهدنامه ترکمانچای به ایران عزیمت کردند. پدرش میرپنج باقرخان از افسران ارشد قزاقخانه بود. محمد برای ادامه تحصیلات نظامی به روسیه رفت و دوره دانشکده افسری و ستاد روسیه را طی کرد. با درجه یاوری در قزاقخانه استخدام شد و به سرعت ترقی کرد و قبل از کودتای اسفند ۱۲۹۹ با درجه سرتیپی رئیس ستاد قزاقخانه شد. در زمان کودتا با درجه امیرتومانی فرمانده آتریاد قزاق قزوین بود. 
پس از ادغام قزاقخانه و ژاندارمری و تشکیل قشون متحدالشکل، سردار سپه او را با تنزل درجه به سرتیپی در قشون جدید پذیرفت. چندی رئیس مدرسه نظام شد و بعد به ریاست ارکان حرب (ستاد ارتش) منصوب شد. در ۱۳۱۰ به درجه امیرلشکری (سرلشکری رسید)  و در هفدهم امرداد ۱۳۱۳ محمدعلی فروغی او را به عنوان کفیل (سرپرست) وزارت جنگ به مجلس شورای ملی معرفی کرد. از آذر ۱۳۱۲ که جعفرقلی خان سرداراسعد وزیرجنگ مغضوب شد و به قتل رسید، این وزارتخانه سرپرست نداشت.
امیرلشکر نخجوان در تمام مدت ریاست دولت محمدعلی فروغی وزیر جنگ بود ولی در جلسات هیأت دولت شرکت نمی‌کرد. در کابینه محمود جم نیز مقام خود را حفظ کرد اما فروردین ۱۳۱۵ جای خود را به سرلشکر اسماعیل امیرفضلی داد و به ادارهٔ کل بازرسی مالی ارتش رفت (سال ۱۳۱۵) . پس از مضروب و مغضوب شدن سرلشکر احمد خان نخجوان، امیرموثق مجدداً برای مدت کوتاهی (از ۸ شهریور تا ۲۵ شهریور ۱۳۲۰) کفالت وزارت جنگ را برعهده داشت. 
نخجوان در سال ۱۳۲۷ سپهبد شد. مدتی رئیس دانشگاه جنگ بود. بعد سناتور شد. در زمان مصدق استاندار فارس بود. بعد از کودتای ۱۳۳۲ به کلی از کارهای نظامی و سیاسی کناره گرفت. وی مورخ نیز بود و چندین جلد کتاب نوشته‌ است که از آن جمله کتاب جنگ بین‌الملل دوم است.